# Méhkerék
Méhkerék é um município da Hungria, situado no condado de Békés. Tem 25,85 km² de área e sua população em 2015 foi estimada em 2.085 habitantes.